# Radio Campus Grenoble
Radio Campus Grenoble est une radio associative créée en 1993 alors qu'elle se nommait encore Radio Brume Grenoble. Radio Campus Grenoble est membre du réseau Radio Campus France et du réseau AURA-FM via la Confédération Nationale des Radios Associatives (CNRA).

## Histoire
À la suite de l'autorisation d'émettre du CSA, la radio diffuse ses premiers programmes le 1er novembre 1993. Elle se nomme Radio Campus Grenoble depuis janvier 1999. Ses studios sont situés depuis 2003 dans le bâtiment EVE (Espace Vie Étudiante) sur le domaine universitaire à Saint-Martin-d'Hères, principal site de l'université Grenoble-Alpes. Son émetteur d'une puissance d'un kilowatt est installé à 425 mètres d'altitude au Fort du Mûrier. À partir de 2004, elle commence sa diffusion sur le web.
Radio Campus Grenoble s'est affirmée au fil du temps comme une radio généraliste, alternative et indépendante. Consacrant une large part de son antenne aux musiques actuelles mais également aux actualités locales et étudiantes, elle s'adresse notamment aux 60 000 étudiants de l'agglomération grenobloise et plus généralement à l'ensemble de la métropole.
Depuis la saison 2019-2020, grâce à un partenariat avec l'association PLEGE chargée de la gestion du Ciel (salle de concert et salles de répétition), la radio bénéficie d'un lieu d'accueil pour créer un second studio radio dans le centre de Grenoble.

## Identité de la station

### Identité visuelle

Logo jusqu'au 20 août 2018.

### Identité musicale
Le pôle Programmation de la station est particulièrement attentif à l'actualité musicale de la scène locale et soutient régulièrement des artistes émergents via des partenariats avec des salles de concert (des places sont régulièrement à gagner en écoutant les émissions en direct).

## Programmes et podcasts
La grille des programmes est mise à jour et publiée chaque année en début de saison sur le site web de la radio. Une page est dédiée aux podcasts, qui sont regroupés par émissions.

### Émissions actuelles
L'éventail des thèmes abordés dans les programmes est large : parmi les nombreuses émissions musicales (rock, classique, électro, soul, rap...), on en trouve certaines à coloration culturelle (comme Là Où on Va) ou encore méditative (Là-Haut dans l'Océan). Parmi les podcasts, on peut trouver des émissions thématiques ayant trait aux sciences (On The Slab), au cinéma (CineQuaNon), à la littérature (La Librairie des étudiants), au féminisme (DégenréE) ou encore à l'érotisme (Magic Colors), ainsi que des émissions d'actus locales (comme Les Déments de Midi ou encore les entretiens 100% en anglais d'English Talk Radio). Enfin, un laboratoire créatif regroupe les émissions liées à la création sonore au sens large, allant d'enregistrements de type field recording comme dans H1000 de Patrick Avakian, ou la présentation de documentaires et fictions radiophoniques dans Magnétophonie.
Le principal magazine d'actualité culturelle et musicale est l'Apérophonie (anciennement appelée La Quotidienne), émission diffusée quotidiennement de 18h à 19h.
Certaines émissions sont le produit de partenariats académiques, comme par exemple Microcité (magazine d'actus locales), produite par les étudiants de l'Ecole de Journalisme de Grenoble (à l'Institut de la Communication et des Médias). Cette dernière porte sur l'actualité nationale ou internationale comme en 2011 lors de l'accident nucléaire de Fukushima où l'invité était le président de l'Institut des risques majeurs.

### Anciennes émissions
Au cours de son existence, la radio a également accueilli des émissions touchant à des thèmes variés comme le vin (Vintage), la cuisine (La Popote), les doctorants sur le campus (3615 Ma Thèse,, saison 2013-2014), ou encore l'actualité pénitencière (Parloirs Libres, saison 2019-2020). Une émission en collaboration avec l'agence d'urbanisme de la région grenobloise avait également été produite (Gratianopolis), qui abordait des questions d’aménagement et d’urbanisme. Une émission franco-japonaise (Omusubi) a également été produite au cours de la saison 2018-2019.

## Audience
Radio Campus Grenoble émet 24 heures sur 24 en FM (modulation de fréquence) et son audience en 2016 est de 3 000 auditeurs quotidiens.